# Бхаратпур (округ)
Бхаратпу́р (англ. Bharatpur) — округ в индийском штате Раджастхан. Разделён на девять подокругов. Административный центр округа — город Бхаратпур. Согласно всеиндийской переписи 2001 года население округа составляло 2 101 142 человека. Уровень грамотности взрослого населения составлял 63,60 %, что немного выше среднеиндийского уровня (59,5 %). На территории округа расположен национальный парк Кеоладео.